# Tidevand (dokumentarfilm fra 1970)
|  | Denne artikel er oprettet af botten Steenthbot ud fra en ekstern database. Den kan derfor have sproglige fejl eller mangler. Denne skabelon kan fjernes efter kontrol af indholdet. |

Tidevand er en dansk dokumentarfilm fra 1970 instrueret af Ebbe Larsen.

## Handling
En dreng leger i vandkanten ved Højer Sluse. Han får våde sko, også selvom han hele tiden rykker nærmere mod land.